# Materiell rätt
Med materiell rätt avses i Sverige de delar av rättsordningen, framförallt inom civilrätt och straffrätt, som reglerar det rättsliga innehållet i ett rättsförhållande. Den materiella rätten skiljer sig därmed från de mer formella regler som reglerar rättssystemets funktionssätt och som istället ingår i processrätten.